# Иванько, Александр Андреевич
Иванько Александр Андреевич (27 октября 1917, Тепловка, Полтавская губерния — 27 июля 1990, Киев) — Герой Советского Союза, командир танка 59-го отдельного танкового Киевского Краснознаменного ордена Суворова полка 60-й армии 4-го Украинского фронта, старшина.

## Биография
Родился 27 октября 1917 года в селе Тепловка Пирятинского района Полтавской области в крестьянской семье. Украинец. Член КПСС с 1943 года. Окончил семь классов средней школы. В 1935 году окончил Рутченковский горный техникум. Работал машинистом электровоза на шахте в посёлке Рутченково (ныне в черте города Донецк).
В 1938 году призван в ряды Красной Армии. В боях Великой Отечественной войны с июня 1941 года. Участвовал в Сталинградской битве, в Корсунь-Шевченковской операции, в освобождении Кракова. В полку старшину Иванько по праву считали одним из храбрейших солдат.
Во время прорыва обороны врага на Сандомирском плацдарме и боях за Краков танкист действовал в составе взвода, приданного штурмовому батальону. Когда погиб командир танкового взвода, Иванько взял командование подразделением на себя. 
Иванько неоднократно попадал в немецкое окружение, но каждый раз танкисту удавалось выйти из него. 
В районе города Войцехув взвод танков под командованием Иванько преградил немецким войскам путь к отступлению. В бою под Нейдорфом выбыл из строя вновь назначенный командир взвода. Иванько опять пришлось брать командование на себя.
За период боёв с 12 января по 12 марта 1945 года экипаж танка, которым командовал Иванько, уничтожил два 105-миллиметровых самоходных орудия, батарею 75-миллиметровых пушек с тягачами, миномётную батарею, самоходное орудие «фердинанд», два танка, два бронетранспортёра и около 250 солдат и 150 офицеров.
Указом Президиума Верховного Совета СССР от 29 июня 1945 года за мужество и отвагу, проявленные в боях с немецко-фашистскими захватчиками на Сандомирском плацдарме и при освобождении Кракова старшине Александру Андреевичу Иванько присвоено звание Героя Советского Союза с вручением ордена Ленина и медали «Золотая Звезда» (№ 7941).
В 1945 году Иванько демобилизовался. Работал директором мыловаренного завода. Жил в Киеве.
Скончался 27 июля 1990 года. Похоронен в Киеве на Байковом кладбище.
Награждён орденом Ленина, орденом Красного Знамени, двумя орденами Отечественной войны 1-й степени, орденом Отечественной войны 2-й степени, орденом Красной Звезды, медалями.